# Poprava stětím

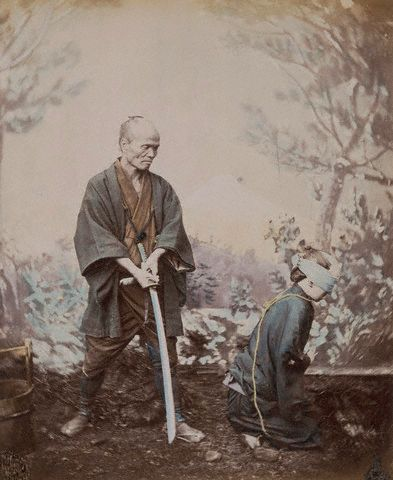
Poprava stětím v Japonsku roku 1860

Poprava stětím je způsob vykonání trestu smrti, spočívající v tom, že je odsouzenci oddělena hlava od těla (dekapitace). Hlava může být sťata různými nástroji, k nejznámějším patří gilotina, sekera či meč. Ve velké francouzské revoluci se používala gilotina.

## Průběh
Průběh popravy závisí na nástroji, například při stětí sekerou odsouzenec klečí tak, že má hlavu položenou na špalku, při stětí mečem většinou také klečí, hlavu má ale ve vzpřímené poloze. Velmi často mívá odsouzenec zavázané či jinak zakryté oči a ostříhané vlasy (aby popravčímu nástroji nic nestálo v cestě). Hlava je někdy ukázána publiku, či dokonce vystavena (např. nabodena na kůl).
Oddělení hlavy je vždy smrtelné a relativně bezbolestné, smrt nastane v podstatě okamžitě, maximálně za několik sekund. Ne vždy se ale povedlo hlavu oddělit okamžitě – kat se nemusel strefit na vhodné místo nebo nemusel přeseknout krk první ranou, při níž byl odsouzenec pouze zraněn.

## Historie a současnost
Jde pravděpodobně o nejjednodušší a v historii také nejobvyklejší formu trestu smrti, byla používána prakticky ve všech kulturách. V Evropě byla tato forma popravy pokládána za „čestnou“, v dobách Římské říše na ni (popřípadě na smrt uškrcením) měli nárok římští občané (oproti daleko horší smrti ukřižováním, upálením nebo předhozením šelmám, které byly vyhrazeny pro cizince a otroky) a později tak byli často popravováni šlechtici. V některých kulturách, například v Osmanské říši, Číně nebo Koreji, však byla pokládána za čestnější smrt uškrcením. Ve starověké a středověké Evropě, Asii a severní Africe bylo stětí nejčastěji prováděno mečem, v oblasti Britských ostrovů, ve Skandinávii a Rusku se však ke stínání používala sekera. Také původní obyvatelé Ameriky používali ke stínání hlav kamenné nebo později i kovové sekery či tomahavky. Vzhledem k tomu, že se při stínání sekerou nebo mečem katovi ne vždy podařilo setnout hlavu první ranou a odsouzený kvůli tomu neúměrně trpěl, objevily se již ve středověku pokusy vytvořit nástroj, který by zajistil spolehlivé utnutí hlavy. První zprávy o nich se objevují v Anglii (Halifaxká "šibenice"), Skotsku a Itálii již v 16. století, všeobecného rozšíření dosáhla ale až po roce 1792 francouzská gilotina, která byla během 19. a 20. století užívána i v některých dalších evropských zemích (Itálie, Belgie, Nizozemsko, Německo, Švýcarsko) a ve francouzských koloniích (např. Alžírsko). 
V Českých zemích se od 10. století až do roku 1782 k popravě stětím používal meč, během nacistické okupace byla v letech 1943-1945 ke stínání odsouzených využívána gilotina (Pankrácká sekyrárna).
Poprava stětím je praktikována dosud. Připouští ji islámské právo šaría a je uzákoněna v několika muslimských zemích, v současnosti je vykonávána však pouze v Saúdské Arábii, případně na územích, kde je nefunkční nebo rozpadlý stát. Mexická mafie velmi hojně používá tuto metodu při zadržení člena jiné mafie, videa pak umisťuje na internet pro zastrašení členů postižené mafie nebo občanů Mexika.
Nejstarší známé stětí hlavy se událo před více než 9 tisíci lety v éře mezolitu na území dnešní Brazílie. Pravděpodobně šlo o součást nějakého rituálu.